# Zawód gangster
Zawód gangster (ang. Rise of the Footsoldier) – brytyjski film z 2007 w reżyserii Juliana Gilbey'a, oparty na prawdziwej historii. Zdjęcia kręcono w Londynie, Calais i hrabstwie Essex.

## Obsada
- Ricci Harnett – Carlton Leach
- Terry Stone – Tony Tucker
- Craig Fairbrass – Pat Tate
- Roland Manookian – Craig Rolfe
- Frank Harper – Jack Whomes
- Billy Murray – Mickey Steele
- Neil Maskell – Darren Nicholls
- Coralie Rose – Denny

## Opis fabuły
|  |

Prawdziwa historia Carltona Leacha – jednego z najbardziej znanych brytyjskich gangsterów. Film pokazuje burzliwe życie Leacha, który początkowo był chuliganem drużyny West Ham United, po czym został bramkarzem dyskotekowym i wstąpił do gangu, który na przełomie lat 80. i 90. siał postrach m.in. wśród mieszkańców Essex i Londynu. Jego wyczyny sprawiły, iż stał się jednym z najbardziej poważanych a zarazem budzących największy strach kryminalistów w Anglii.